# 李重燁
李重燁（イ・ジュンヨブ、1977年 - ）は、主にテーブルトークRPG関連のDTP（デスクトップパブリッシング）デザインを手がけるデザイナー、ライター。国籍は大韓民国。関連作はF.E.A.R.社で発売されているテーブルトークRPGシリーズ。通称は「ヨビ」、「yobi」、「韓国から来たTRPGサイボーグ」。

## 経歴
韓国から日本へ留学中、テーブルトークRPGと出会い、F.E.A.R.社に入社する。
入社後は同社の書籍におけるDTP（デスクトップパブリッシング）デザインを担当。
日本語が流暢であり、同社社主催のコンベンションでGM（ゲームマスター）を担当。ネイティブな日本語に驚いた参加PL（プレイヤー）も多い。
同社のリプレイにプレイヤーとして参加、シナリオの原案やライティングも手がけるなど、幅広い活躍をしている。
同社を退職後もアリアンロッドRPG 2E、モノトーンミュージアムRPG、ビーストバインド　トリニティなど、DTPデザインやシナリオ原案で協力している。

現在は故郷の韓国・釜山に帰国している模様。

## 人物
藤田和日郎と妖怪とチョコボールをこよなく愛する。
特に藤田和日郎著『うしおととら』を溺愛しており、Twitter上でたびたび『うしおととら』に関する発言をつぶやいている。
好きなテーブルトークRPGは天羅万象・零。

## リプレイ（プレイヤー参加）
セブン＝フォートレス V3
- ラ・アルメイアの幻砦（グルス＝デキス）

異能使い
- 鳴神の巫女（魔空院邪導）
- 漆黒の顎（狛燎）

天下繚乱RPG
- 南町黒衣録　赤墨乱舞、南町黒衣録　雷卵招来、南町黒衣録　満天の此先（軋羽）